# V-Friðmundarvatn
V-Friðmundarvatn är en sjö på Island. Dess yta är 6,0 km2.